# Vitányi István
Vitányi István (Berettyóújfalu, 1952. december 18. –) magyar jogász és politikus, 1998 óta a Fidesz-KDNP országgyűlési képviselője. A Hajdú-Bihar vármegyei 4. számú országgyűlési egyéni választókerület képviselője.

## Életrajz
1971-ben a berettyóújfalui Arany János Gimnáziumban érettségizett. 1974-ben iratkozott be a József Attila Tudományegyetem Állam- és Jogtudományi Karának jogász szakára, ahol 1980-ban végzett. 1983-ban letette az ügyvédi szakvizsgát.
Angol nyelven társalgási szinten beszél.

## Választástörténete
| választás                                   |                                                                      | Párt               | Szavazatszám    | mandátum |
| ------------------------------------------- | -------------------------------------------------------------------- | ------------------ | --------------- | -------- |
| 1994. évi önkormányzati választás           | Berettyóújfalu 01. számú települési egyéni választókerület           | SZDSZ              | 185 (35,10%)    | nem      |
| 1998. évi országgyűlési képviselő választás | Hajdú-Bihar megye 05 .számú egyéni választókerületi (Berettyóújfalu) | Fidesz             | 3.779 (18,80%)  | nem      |
| 1998. évi országgyűlési képviselő választás | Hajdú-Bihar megyei területi lista                                    | Fidesz             |                 | igen     |
| 1998. évi országgyűlési képviselő választás | Országos kompenzációs lista                                          | Fidesz             |                 | nem      |
| 2002. évi önkormányzati választás           | Berettyóújfalu 01. számú települési egyéni választókerület           | Fidesz             | 109 (18,41%)    | nem      |
| 2002. évi önkormányzati választás           | Berettyóújfalui települési kompenzációs lista                        | Fidesz             |                 | igen     |
| 2002. évi országgyűlési képviselő választás | Hajdú-Bihar megye 05 .számú egyéni választókerületi (Berettyóújfalu) | Fidesz-MDF         | 15.215          | igen     |
| 2006. évi önkormányzati választás           | Komádi polgármester választás                                        | Fidesz-MAGOSZ-KDNP | 1.006 (43,61%)  | nem      |
| 2006. évi országgyűlési képviselő választás | Hajdú-Bihar megye 05 .számú egyéni választókerületi (Berettyóújfalu) | Fidesz-KDNP        | 12.856 (47,58%) | nem      |
| 2006. évi országgyűlési képviselő választás | Hajdú-Bihar megyei területi lista                                    | Fidesz-KDNP        |                 | igen     |
| 2010. évi országgyűlési képviselő választás | Hajdú-Bihar megye 05 .számú egyéni választókerületi (Berettyóújfalu) | Fidesz-KDNP        | 13.267 (54,48%) | igen     |
| 2010. évi önkormányzati választás           | Berettyóújfalui települési kompenzációs lista                        | Fidesz             |                 | igen     |
| 2014. évi országgyűlési képviselő választás | Hajdú-Bihar megye 04 .számú egyéni választókerületi (Berettyóújfalu) | Fidesz-KDNP        | 17.799 (47,18%) | igen     |
| 2018. évi országgyűlési képviselő választás | Hajdú-Bihar megye 04 .számú egyéni választókerületi (Berettyóújfalu) | Fidesz-KDNP        | 23.630 (55,09%) | igen     |
| 2022. évi országgyűlési képviselő választás | Hajdú-Bihar megye 04 .számú egyéni választókerületi (Berettyóújfalu) | Fidesz-KDNP        | 25.407 (61,66%) | igen     |

### 1998–2002
1998. június 18-tól a Fidesz frakció országgyűlési képviselőjének. Eme ciklusának mandátuma 2002. május 14-én járt le.
1998. június 25. és 2002. május 14. között az Alkotmány- és igazságügyi bizottság tagja. 1999. március 16. és 2002. május 14. között az Európai integrációs albizottság tagja. 1999. október 1. és 2002. május 14. között az Ügyrendi bizottság elnöke. 1999. október 18. és 1999. december 1. között A 4/1999. (III.31.) AB határozat következtében szükségessé vált Házszabály-módosítást előkészítő albizottság elnöke.

### 2002–2006
2002. május 15. és 2006. május 15. között élt a második országgyűlési mandátuma.
Alkotmány- és igazságügyi bizottság tagja 2002. május 15. és 2006. május 15. között. Az Ügyrendi bizottság tagja 2002. május 15. és 2002. május 27.

### 2006–2010
2006. május 16. és 2010. május 13. között élt a harmadik országgyűlési mandátuma.
Az Alkotmányügyi, igazságügyi és ügyrendi bizottság tagja 2006. május 30. és 2010. május 13. között.
A 2006. október 1-én tartott önkormányzati választásokon elindult Komádi város polgármesteri székéért, de 43,61%-os eredményével csak második lett.

### 2010–2014
2010. május 14. és 2014. május 5. között élt a negyedik országgyűlési mandátuma.
- Az Alkotmánybíróság elnökét és tagjait jelölő eseti bizottság tagja 2010. július 14. és 2014. május 5. között.[2]
- Az Alkotmány-előkészítő eseti bizottság tagja 2010. július 5. és 2011. március 7. között.[2]
- A Fogyasztóvédelmi bizottság tagja 2010. július 12. és 2011. március 7. között.[2]
- A Mentelmi, összeférhetetlenségi, fegyelmi és mandátumvizsgáló bizottság tagja 2013. szeptember 23. és 2014. május 5. között.[2]
- Az Alkotmányügyi, igazságügyi és ügyrendi bizottság tagja 2010. május 14. és 2014. május 5. között.[2]
- Az országgyűlési képviselők számának csökkentéséhez szükséges választójogi reformot előkészítő albizottság tagja 2010. június 21. és 2011. október 17. között.[2]
- Az országgyűlési képviselők javadalmazásáról szóló új szabályozás előkészítésére létrehozott albizottság tagja 2011. október 18. és 2011.november 14. között.[2]
- A Számvevőszéki és költségvetési bizottság tagja 2011. március 7. és 2013. szeptember 23. között[2]

### 2014–2018
2014. május 6-tól él az ötödik országgyűlési mandátuma.
- Az Igazságügyi bizottság alelnöke 2014. június 23-tól.[2]
- A Mentelmi bizottság tagja 2014. május 6-tól.[2]
- Az Alkotmánybíróság tagjait jelölő eseti bizottság tagja 2015. november 2-től.[2]